# 两节假木豆
两节假木豆（学名：Dendrolobium dispermum），又名双节山蚂蝗，为豆科假木豆属下的一种灌木，高2-3米，三出羽状复叶、总状花序，原產於台灣高雄和屏东兩地。

## 扩展阅读
- 維基物種上的相關：两节假木豆